# Montserrat Nebrera
Montserrat Nebrera González, née le 11 juillet 1961 à Barcelone, est une universitaire et femme politique espagnole.

## Biographie
Montserrat Nebrera González naît le 11 juillet 1961 à Barcelone. Elle étudie le droit, la philosophie politique et la philologie classique à l'université de Barcelone. Elle devient ensuite professeure des universités en droit constitutionnel à l'université internationale de Catalogne. Entre 2006 et 2009, elle siège au Parlement de Catalogne comme députée de Barcelone
Élue en tant qu'indépendante, elle adhère au Parti populaire (PP) en 2007. Lors du XIIe congrès du Parti populaire de Catalogne (PPC) convoqué le 5 juillet 2008, elle postule à la présidence contre la candidate de la direction nationale Alicia Sánchez-Camacho mais s'incline avec 43 % des voix, soit 335 votes favorables contre 439 à sa rivale victorieuse.
Elle quitte le PP et le Parlement catalan le 19 octobre 2009.